# Quartinia soikai
Quartinia soikai är en stekelart som beskrevs av Richards 1962. Quartinia soikai ingår i släktet Quartinia och familjen Masaridae. Inga underarter finns listade i Catalogue of Life.